# Polygon Sweet Nice
Polygon Sweet Nice war  ein irisch-indonesisches Radsportteam mit Sitz in Surabaya.
Die Mannschaft wurde 2006 gegründet und nahm als Continental Team an den UCI Continental Circuits, insbesondere der UCI Asia Tour, teil. Die meisten Rennen fahren sie in Asien. Manager ist Stewart Carr, der von dem Sportlichen Lleiter Sastra Tjondrokusumo Harijanto.
Seit 2011 besitzt das Team keine UCI-Lizenz mehr, fährt aber als nationale Mannschaft weiter. Als solche konnte man 2011 zum Beispiel die Teamwertung der Indonesien-Rundfahrt gewinnen.
2013 besaß die Mannschaft wieder eine Lizenz als Continental Team.

## Saison 2014

### Abgänge – Zugänge
| Zugänge | Team 2013 | Abgänge             | Team 2014                      |
| ------- | --------- | ------------------- | ------------------------------ |
|         |           | Óscar Pujol         | Skydive Dubai Pro Cycling Team |
|         |           | Charles Prendergast | Hennebont Cyclisme             |
|         |           | Ryan Sherlock       | Unbekannt                      |

## Saison 2013

### Mannschaft
| Name                               | Geburtstag         | Nationalität | Team 2012                       |
| ---------------------------------- | ------------------ | ------------ | ------------------------------- |
| Daniel Clifford                    | 10. September 1987 | Irland       | Neoprofi                        |
| Mark Dowling                       | 18. Juli 1986      | Irland       | Neoprofi                        |
| Stephen Halpin                     | 16. Juli 1988      | Irland       | Neoprofi                        |
| Sergei Kusmin                      | 1. Juli 1990       | Kasachstan   | Neoprofi                        |
| Edgar Nohales                      | 28. Juli 1986      | Spanien      | LeTua Cycling Team (2010)       |
| Dealton Nur Arif Prayogo           | 27. November 1992  | Indonesien   | Neoprofi                        |
| Jimmy Pranata                      | 28. August 1990    | Indonesien   | Polygon Sweet Nice              |
| Charles Prendergast                | 29. Januar 1991    | Irland       | Neoprofi                        |
| Óscar Pujol (ab 02.04.)            | 16. Oktober 1983   | Spanien      | RTS-Santic Racing Team          |
| Agung Riyanto                      | 24. November 1992  | Indonesien   | Neoprofi                        |
| Ryan Sherlock                      | 20. Januar 1982    | Irland       | Giant Kenda Cycling Team (2011) |
| Antonius-Christopher Tjondrokusumo | 29. November 1987  | Indonesien   | Polygon Sweet Nice              |

## Saison 2010

### Erfolge in der UCI Asia Tour
In den Rennen der Saison 2010 der UCI Asia Tour gelangen die nachstehenden Erfolge.
| Datum       | Rennen                         | Kat. | Fahrer                |
| ----------- | ------------------------------ | ---- | --------------------- |
| 25. April   | 2. Etappe Melaka Governor Cup  | 2.2  | Sergei Kudenzow       |
| 5. Juni     | 5. Etappe Tour de Singkarak    | 2.2  | Herwin Jaya           |
| 13. Juni    | Tour de Jakarta                | 1.2  | Matnur Matnur         |
| 24. Oktober | 1. Etappe Tour d’Indonesia     | 2.2  | Mannschaftszeitfahren |
| 27. Oktober | 4. Etappe Tour d’Indonesia     | 2.2  | Sergei Kudenzow       |
| 31. Oktober | 7. Etappe Tour d’Indonesia     | 2.2  | Patria Rastra         |
| 2. November | 9. Etappe Tour d’Indonesia     | 2.2  | Sergei Kudenzow       |
| 3. November | Gesamtwertung Tour d’Indonesia | 2.2  | Herwin Jaya           |

### Zugänge – Abgänge
| Zugänge         | Team 2008                    | Abgänge                  | Team 2009 |
| --------------- | ---------------------------- | ------------------------ | --------- |
| Reza Pahlevy    | Polygon Sweet Nice (2008)    | Wjatscheslaw Djadischkin | Unbekannt |
| Matnur Matnur   | Wismilak Cycling Team (2006) | Andri Tjandrakusuma      | Unbekannt |
| Brett Gillespie | Neoprofi                     |                          |           |
| Patria Rastra   | Neoprofi                     |                          |           |

### Mannschaft
| Name                               | Geburtstag         | Nationalität | Team 2011                |
| ---------------------------------- | ------------------ | ------------ | ------------------------ |
| Hari Fitrianto                     | 20. Juni 1985      | Indonesien   |                          |
| Brett Gillespie                    | 22. April 1986     | Australien   |                          |
| Artjom Golowatschschenko           | 21. Februar 1988   | Kasachstan   |                          |
| Jewgeni Jakowlew                   | 26. Februar 1980   | Kasachstan   |                          |
| Herwin Jaya                        | 2. Juli 1985       | Indonesien   |                          |
| Kirill Kasanzew                    | 17. April 1986     | Kasachstan   |                          |
| Roman Krassilnikow                 | 7. August 1985     | Russland     |                          |
| Sergei Kudenzow                    | 29. September 1978 | Russland     | Giant Kenda Cycling Team |
| Matnur Matnur                      | 2. Februar 1981    | Indonesien   |                          |
| Reza Pahlevy                       | 27. April 1982     | Indonesien   |                          |
| Jimmy Pranata                      | 28. August 1990    | Indonesien   | Polygon Sweet Nice       |
| Patria Rastra                      | 26. November 1989  | Indonesien   |                          |
| Artjom Timofejew                   | 9. September 1986  | Russland     |                          |
| Antonius-Christopher Tjondrokusumo | 29. November 1987  | Indonesien   |                          |

## Saison 2009

### Erfolge in der UCI Asia Tour
In den Rennen der Saison 2009 der UCI Asia Tour gelangen die nachstehenden Erfolge.
| Datum        | Rennen                      | Kat. | Fahrer          |
| ------------ | --------------------------- | ---- | --------------- |
| 29. Juli     | 2. Etappe Perlis Open       | 2.2  | Herwin Jaya     |
| 28. August   | 1. Etappe Tour of East Java | 2.2  | Sergei Kudenzow |
| 24. November | 3. Etappe Tour d’Indonesia  | 2.2  | Sergei Kudenzow |
| 30. November | 8. Etappe Tour d’Indonesia  | 2.2  | Sergei Kudenzow |

## Platzierungen in UCI-Ranglisten
UCI Asia Tour
| Saison | Mannschaftswertung | Fahrerwertung         |
| ------ | ------------------ | --------------------- |
| 2009   | 14.                | Sergei Kudenzow (50.) |
| 2010   | 13.                | Matnur Matnur (44.)   |
| 2013   | 29.                | Óscar Pujol (59.)     |

UCI Europe Tour
| Saison    | Mannschaftswertung | Fahrerwertung        |
| --------- | ------------------ | -------------------- |
| 2009-2010 | -                  | -                    |
| 2013      | 118.               | Ryan Sherlock (860.) |